# Занави
Занави (груз. ზანავი) — село в Грузии, на территории Боржомского муниципалитета края (мхаре) Самцхе-Джавахети.

## География
Село находится на юге центральной части Грузии, на левом берегу Куры, на расстоянии 5 километров (по прямой) к северо-востоку от города Боржоми, административного центра муниципалитета. Абсолютная высота — 801 метр над уровнем моря.

## Население
По результатам официальной переписи населения 2014 года, в Занави проживал 251 человек (118 мужчин и 133 женщины). В национальной структуре населения грузины составляли 96,4 %, осетины — 2 %, русские — 1,2 %, , армяне — 0,4 %.
| Год  | Население, человек |
| ---- | ------------------ |
| 2002 | 280                |
| 2014 | ↘ 251              |